# Heracles Almelo
Heracles Almelo je nizozemský fotbalový klub z města Almelo. Hřištěm klubu je Polman Stadion s kapacitou 8 500 diváků, který byl otevřen roku 1999. Dřívější stadion stál na třídě Bornsestraat. V současnosti klub působí v nizozemské nejvyšší lize Eredivisie, v sezóně 2012/13 se umístil na konečné 12. příčce ligové tabulky.

## Historie
Klub byl založen 3. května 1903 jako Heracles po Héraklovi, synu boha Dia v řecké mytologii. V červnu 1974 byl přejmenován na SC Heracles ´74 a pod tímto názvem působil až do července 1998, kdy přijal současný název. Jedním z nejslavnějších hráčů Almela byl Steve Mokone s přezdívkou „černý meteor“, první Jihoafričan, který přestoupil do Evropy a stal se zde hvězdou. V sezóně 2004/05 Almelo zvítězilo v Eerste Divisie a vybojovalo si tak postup do Eredivisie, kde skončilo v následující sezóně 2005/06 na 13. místě. V roce 2012 hrál klub své první finále nizozemského fotbalového poháru, v němž podlehl PSV Eindhoven 0:3.

## Úspěchy
- 1. nizozemská fotbalová liga: 2× vítěz (1926/27, 1940/41)[9]
- Eerste Divisie: 3× vítěz (1984/85, 2004/05, 2022/23)[6]
- Nizozemský fotbalový pohár: 1× finalista (2011/12)[10][8]

## Čeští hráči v klubu
Zde je seznam českých hráčů, kteří působili v klubu Heracles Almelo:
- Lukáš Bajer[11]
- Jaroslav Navrátil – Heracles Almelo jej angažoval v zimní přestávce sezóny 2012/13 na hostování z třetiligové Břeclavi.[12]
- Vojtěch Schulmeister